# Is This Love? (canción de Alison Moyet)
"Is This Love?" es una canción interpretada por la cantante inglesa Alison Moyet y coescrita por Moyet y Jean Guiot. El nombre de Jean Guiot es falsa dada por Dave Stewart, que en realidad coescribió y produjo la canción. La canción fue lanzada como el primer sencillo del álbum Raindancing lanzado en noviembre de 1986.
El video musical fue filmado en Carlyon Bay, cerca de St Austell en Cornualles en el ahora clausurado lugar de entretenimiento Cornwall Coliseum, a lo largo de la playa Carlyon Bay.

## Rankings
| Chart (1986/1987)                      | Peak position |
| -------------------------------------- | ------------- |
| Belgian Singles Chart[cita requerida]  | 4             |
| Dutch Singles Chart                    | 16            |
| European Singles Chart[cita requerida] | 1             |
| German Singles Chart                   | 15            |
| Irish Singles Chart                    | 4             |
| Italian Singles Chart                  | 18            |
| New Zealand Singles Chart              | 7             |
| Norwegian Singles Chart                | 3             |
| Polish Singles Chart[cita requerida]   | 28            |
| South African Singles Chart            | 2             |
| Swedish Singles Chart                  | 5             |
| Swiss Singles Chart                    | 20            |
| UK Singles Chart                       | 3             |